# Wilde averuit
De wilde averuit (Artemisia campestris subsp. campestris) is een overblijvende plant die behoort tot de composietenfamilie (Asteraceae). De ondersoort staat op de Nederlandse Rode Lijst 2012 als zeer zeldzaam en zeer sterk afgenomen. Deze plant is in Nederland wettelijk beschermd sinds 1 januari 2017 door de Wet natuurbescherming. In Nederland is de plant zeldzaam. De plant komt van nature voor op het Noordelijk halfrond.

## Determinatie
De plant wordt 30–100 cm hoog en vormt een wortelstok die tot 150 cm diep de grond in kan gaan. De glanzend bruinrode stengel en de twee- tot drievoudig veerdelige bladeren zijn in een jong stadium grijs behaard. De aangedrukte haren zijn zijdeachtig. De later kaal geworden bladeren zijn donkergroen. De bovenste bladeren zijn lijnvormig en hebben 0,5–1 mm brede slippen. De van onderen gekielde bladslippen zijn in tegenstelling tot die van de duinaveruit (Artemisia campestris subsp. maritima) niet vlezig. Ook zijn de bladslippen van de duinaveruit niet gekield.
De wilde averuit bloeit van augustus tot de herfst met gele of roodachtige bloemen, die in pluimen gerangschikt zijn. De 2–3 mm brede hoofdjes hebben kale omwindselblaadjes.
De vrucht is een nootje.

## Ecologie
De plant komt voor op droge, oligotrofe, kalkhoudende zandgrond langs spoorlijnen, op duinen langs de rivieren en in de binnenduinen.

### Syntaxonomie
Wilde averuit is een kensoort voor het verbond van droge stroomdalgraslanden (Sedo-Cerastion), een zeer soortenrijke plantengemeenschap van droge graslanden op voedselarme zandgronden langs de grote rivieren.

## In andere talen
- Duits: Feld-Beifuß
- Engels: Field Wormwood
- Frans: Armoise champêtre